# Abu Ghanim
Abu-Ghànim Bixr ibn Ghànim al-Khurassaní fou un jurisconsult ibadita dels segles viii i ix. Nascut al Khurasan, va traslladar-se a Tahart, on governava l'emir rustúmida Abd-al-Wahhab (784-823) per oferir-li una obra que havia copiat, anomenada Al-mudàwwana, i pel camí es va aturar a terres del xeic ibadita del Jabal Nafusa, Abu-Hafs Amrús ibn Fat·h, que va conservar l'exemplar de l'obra. Al-mudàwwana és un recull de la jurisprudència segons els ensenyaments d'Abu-Ubayda Múslim at-Tamimí (mort vers 765).